# عصوية ذهبية أحشائية
عصوية ذهبية أحشائية (الاسم العلمي: Chryseobacterium viscerum) هي نوع من البكتيريا، سلبية الغرام، تتبع جنس عصوية ذهبية.